# Christian Dittmann
Christian Sebastian Dittmann, také Kristián Šebestián Dittmann z Lavensteinu, (kolem 1639 Lauenstein–Altenberg (Sasko) nebo Krupka, 26. prosince 1701 Praha) byl česko-německý malíř, kreslíř a rytec období raného baroka v Praze.

## Život
Pocházel z východního Krušnohoří z česko-německého pomezí. Do Prahy přišel po roce 1660, roku 1664 získal městské právo na Starém městě. V roce 1672 se připomíná jako člen staroměstského malířského cechu, od roku 1674 byl členem cechu malostranských malířů. Roku 1692 byl hejtmanem Malé Strany. Téhož roku k němu do učení vstoupili Karl Nathaly a Antonín Mansfeld, , dále ještě Pieter Keck a Anton Hybel Pravděpodobně byl otcem malíře Jana Ludvíka Dittmanna, činého v Praze v letech 1716-1727.

## Dílo

### Malba
- Dvanáct obrazů - scén z legendy o sv. Prokopovi, pro kostel Všech svatých na Pražském hradě (1668-1669)
- Čtyři portréty Šternberků (1877) pro zámek v Rychnově nad Kněžnou, později převezeny do Zásmuk: Václav Jiří,  Jan Václav,  Eleonora Marie Klára Šternberková, rozená z Trauttmannsdorfu  a Uršula Polyxena ze Šternberka rozená z Martinic (olejomalba poprsí na plechu, na zadní straně erb, jméno portrétovaného a signatura malíře).

- Obraz Zakladatelka a první abatyše Svatojiřského kláštera Mlada: v popředí předává papežskou listinu svému bratrovi Boleslavu II., v pozadí uprostřed scéna z Lateránského paláce, kde papež Mladě předává dvě berly: jednu pro prvního pražského biskupa a druhou pro ni; v pozadí vpravo Mlada jednu berlu předává biskupu Dětmarovi. Jiřský klášter na Pražském hradě (1673-1675)
- Dva lunetové obrazy pro Dušičkovou (Černínskou) kapli a pro kapli Kinských v poutním ochozu na Svaté Hoře u Příbrami (1677-1678).
- Čtyři oltářní obrazy pro kostel sv. Mikuláše v Lounech již nestihl dokončit a domaloval je J. J. Schlemmer.
- Autoportrét (Národní muzeum v Praze)

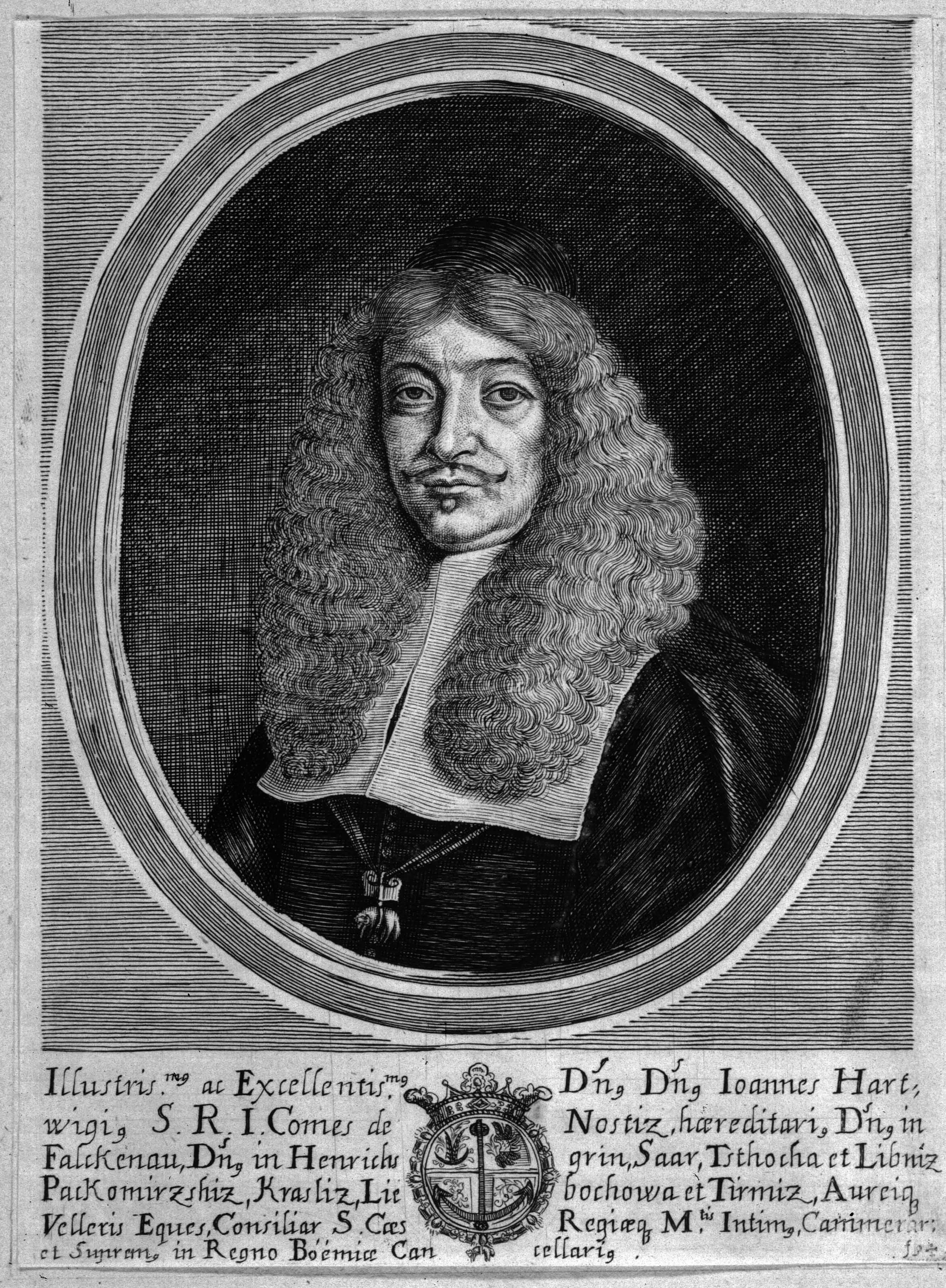
Johann Borcking podle Christiana Dittmanna, Jan Hartvík Nostic

### Kresby
- Množství jeho portrétních kreseb posloužilo jako předlohy k mědirytinám, někdy užívaným k ilustraci knih. Vytvářeli je zejména Johann Borckingː (Portrét Jana Hartvíka Nostice) a Gerard de Groos: (Císař Leopold II. a jeho rodokmen)[2]
- Předlohy ilustrací pro Johanna Ulricha Krause: Knížecí zrcadlo ("Fürstenspiegel") Johanna Jakoba von Weingarten z roku 1673.[3]
- Kresba interiéru katedrály sv. Víta v Praze při korunovaci rakouského císaře českým králem; rytinu provedl Andreas Matthäus Wolfgang[4]
- Fürsten-Spiegel oder Monarchia deß höchlöblichen Ertz-Hauses Oesterreich... Prag: Bey Johann Arnold von Dobroslawina, 1673.

- Dvě bozetta (trojrozměrné miniatury) oltářů pro kostel sv. Mikuláše v Lounech (Národní muzeum v Praze)